# 馬泰西
馬泰西（Matetsi）是津巴布韦北馬塔貝萊蘭省的一个村庄，位于萬蓋以西55公里。馬泰西附近有馬泰西私人野生动物保护区，面積55,000公顷。 